# Rzecin
Rzecin – wieś w Polsce położona w województwie wielkopolskim, w powiecie szamotulskim, w gminie Wronki.
W latach 1975–1998 miejscowość administracyjnie należała do województwa pilskiego.
Zabudowa wpasowana w łuk wydmowy, skoncentrowana przy szosie, peryferyjne przysiółki rozproszone (np. Plany). Wieś założona w 1697 (Rzecień). Był to typ wioski przejściowej do osad olęderskich. Jezioro Rzecińskie było natomiast wspominane już w 1279 jako dobro dominikańskie zakonników z Wronek (połowy ryb). 28 sierpnia 1939 miały tu miejsce wystąpienia antyniemieckie, za co w latach 1939 i 1940 aresztowano jedenastu Polaków rzecińskich (sześciu z nich zamordowano). Pomnikowe lipy drobnolistne o obwodach 260 i 390 cm (przy dawnej szkole). 
Przy gruntowej drodze na Wronki stał pomnik radzieckich i polskich zwiadowców w miejscu zrzutu z 21 września 1944, kiedy to w wyniku pomyłki pilota doszło tu do krwawej potyczki z oddziałem Wehrmachtu i własowcami. Poświęcone radzieckim zwiadowcom tablice zostały w 2018 roku zdjęte i zabezpieczone przez IPN; zostały one zastąpione nowymi, a pomnik zgodnie z życzeniem miejscowej społeczności poświęcony został ofiarom II wojny światowej – mieszkańcom Rzecina.

## Nazwa
Nazwa miejscowości na przestrzni dziejów ulegała modyfikacji. W źródłach pisanych oraz na materiałach kartograficznych miejscowość określana była jako Rzecień, Rzeczyn, Reczin, Retschin, Retizin, Wrecen, Wrzecień, Wrzeczeń oraz Wreschen.

## Przypisy

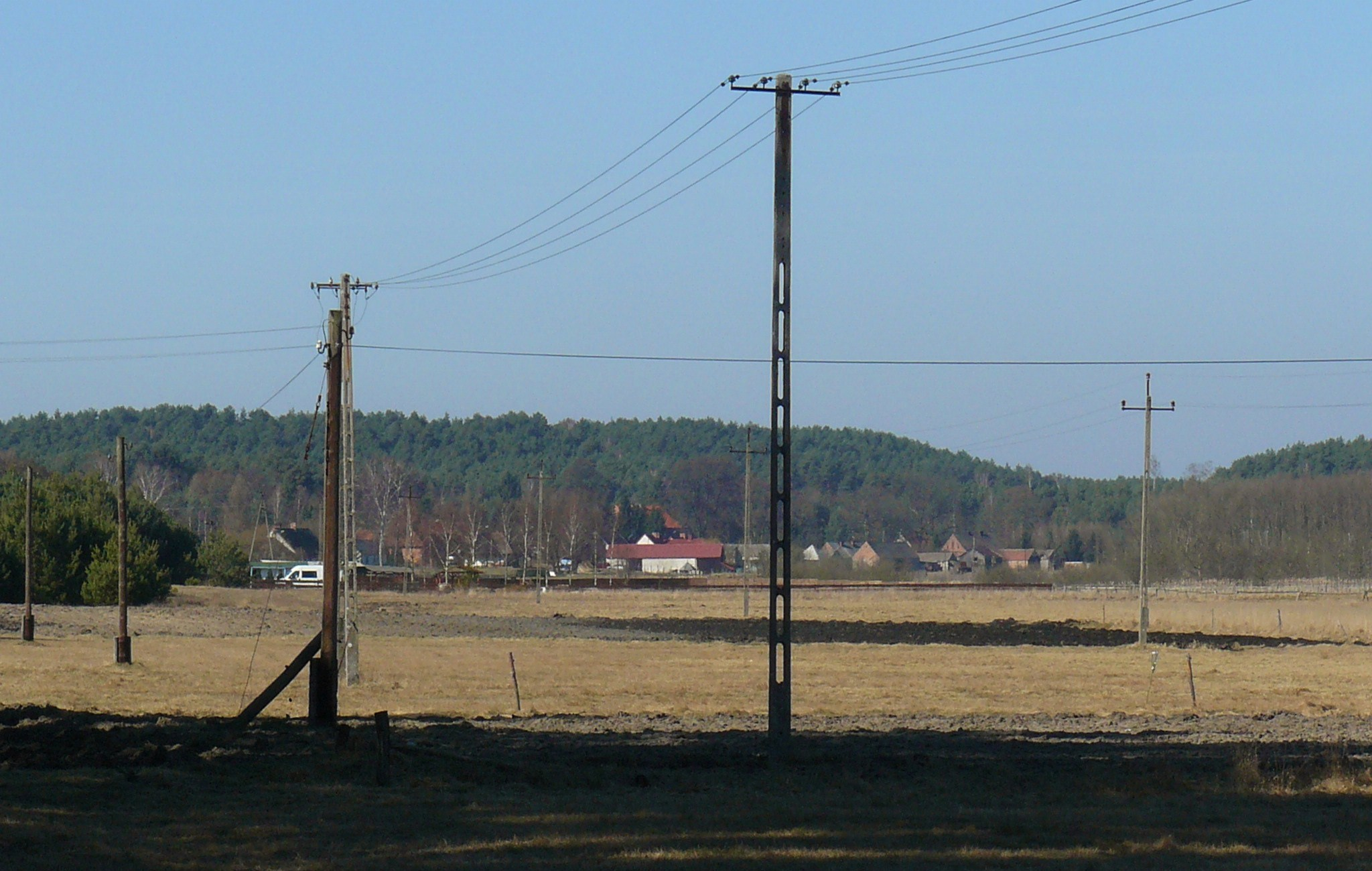
Wydmy nad Rzecinem
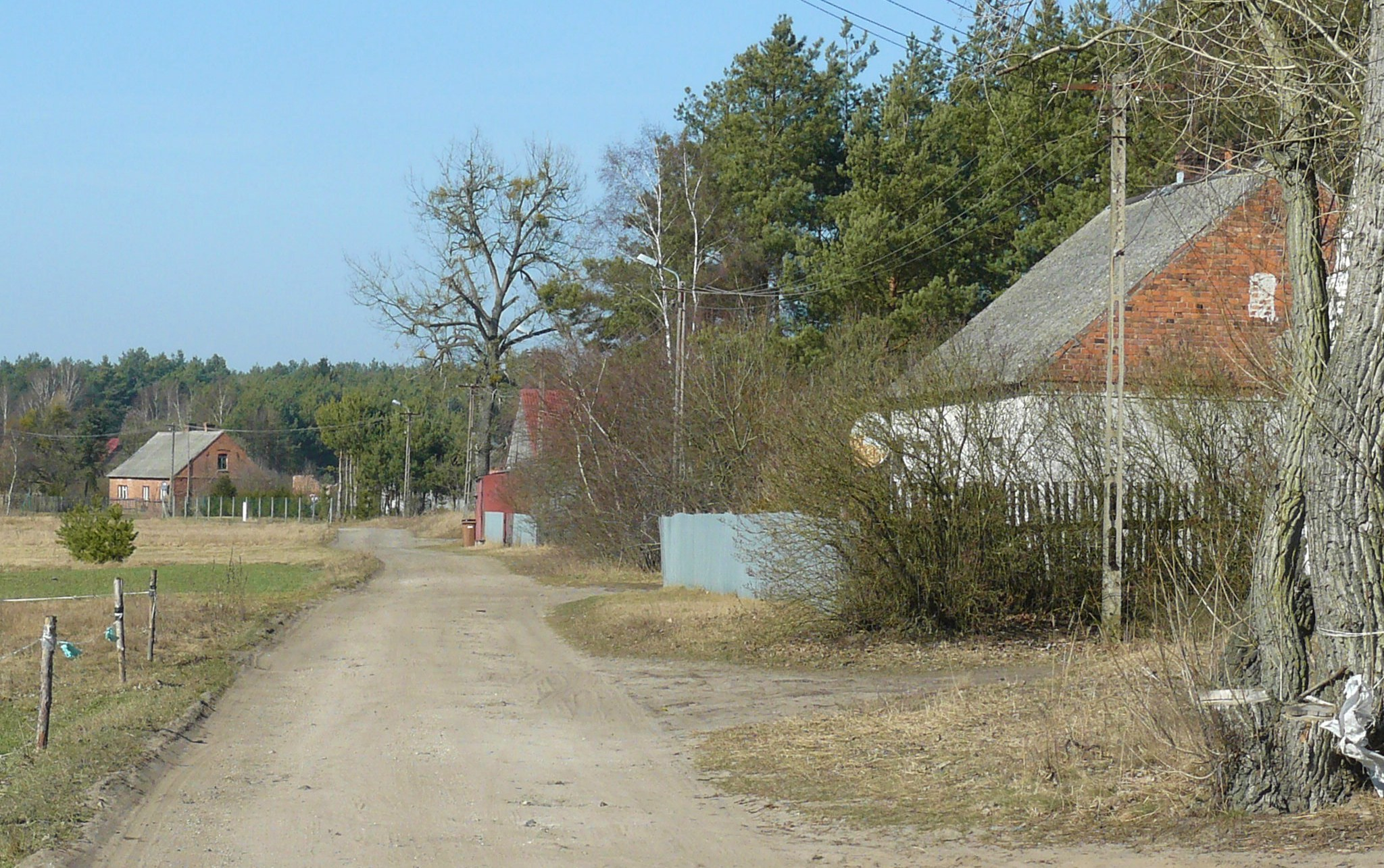
Przysiółek Plany